# Beerta
Beerta (Gronings: Beert(e), oorspronkelijk De Beerte) is een dorp en voormalige gemeente in de Nederlandse provincie Groningen in de gemeente Oldambt. Het dorp ligt in de streek Reiderland en telt volgens gegevens van het CBS 2.195 inwoners (2023), van wie ongeveer 400 in de verspreide huizen eromheen. 
In Beerta staan diverse voorzieningen, het dorp heeft een supermarkt, een openbare basisschool en er is een jachthaven met een dierenpark en een grote speeltuin. Ook heeft Beerta een zorgcentrum voor ouderen. Aan de zuidwestzijde van het dorp ligt een woongebied van Blauwestad, Het Wold en de jachthaven Reiderhaven. 

## Topografie
Bij het kerkdorp Beerta horen de buurtschappen Ulsda en Beersterhoogen, vroeger ook de streekjes Zandhoogte, Kloostergare en Winschoterzijl (deels). Binnen het dorp zelf worden vanouds het oostelijke deel (Oosterd) en het westelijke deel (Westerd) onderscheiden.Een oude boerderijnaam is Huninga Heerd, nieuwe namen zijn De Meijerij en Reiertje's Hoeve.
Nieuw-Beerta heeft zich in 1665 losgemaakt van Beerta, de kerkelijke goederen en het collatierecht werden in 1680 gescheiden.

## Naam
De naam Beerta of Beerte betekent 'buurtschap'. Hij is afgeleid van het Oudfriese bere, Middelnederduits būr 'schuur, woning', met de meervoudsuitgang -te. De oorspronkelijke betekenis is dus 'groep huizen, woningen'. De naam is nauw verwant met de uitgang -buren, die in de middeleeuwen als synoniem werd gebruikt, bijvoorbeeld in de naam van het gehucht Uiterburen, dat ook als Uterbeerte werd aangeduid. In oudere teksten is uitsluitend sprake van de uitdrukking in de Beerta, pas na 1850 spreekt men over in Beerta.

## Geschiedenis
Beerta is ontstaan als veenontginningsdorp. De eerste bewoning vond waarschijnlijk plaats in de 11e of 12e eeuw vanuit Ulsda vanaf de oevers van de Pekel A, die zich ten noorden van Ulsda met de Westerwoldse Aa verenigde. De plaats Beerta wordt voor het eerst vermeld in schriftelijke bronnen in 1391. Hier wordt een zekere Liwert Hayens hoofdeling te Berda genoemd; een kleine dertig jaar later heet hij hoofdeling te Ulsda. In het betreffende document wordt de grens tussen de landschappen Reiderland en Oldambt beschreven, die werd gevormd door de Tjamme. Dit water vormde tevens de grens tussen de bisdommen Münster en Osnabrück. Beerta, Ulsda en Den Ham vormden de noordelijkste dorpen in het bisdom Osnabrück. Ter hoogte van Nieuw-Beerta en Hamdijk begon het bisdom Münster. 
Beerta wordt in oudere literatuur soms verward met Utbeerte (een voormalig eiland in de Dollard), Uiterburen (onder Zuidbroek, deels onder Scheemda) en het premonstenserklooster Barthe bij Hesel (Oost-Friesland). Op grond daarvan wordt soms ten onrechte beweerd dat in Beerta een klooster heeft gestaan. De ontdekking van kerkfundamenten in Ulsda en Nieuw-Beerta in de 19e eeuw leidde tot wilde speculaties. Wel bezat het klooster van Heiligerlee hier het voorwerk Kloostgare. De uit 1797 stammende boerderij is in 1981 verhuisd naar het Openluchtmuseum in Arnhem; hij werd na een brand in 1996 opnieuw opgebouwd.
De huidige kerk van Beerta dateert volgens een gedenksteentje uit 1506; een ouder gebouw bevindt zich ten oosten van het dorp onder de Dollardklei.  
Toen de oostelijke Dollardboezem in de 15e eeuw ontstond, verplaatste de bewoning zich naar hoger gelegen plaatsen. Oudere nederzettingen moesten worden opgegeven. 
Bij de verdronken dorpen wordt soms het kerspelen Kapeldaberto en Oosterbeerte genoemd, waarmee kennelijk deze voorloperkerk dan wel de kerk van Ulsda werden bedoeld. Ulsda werd in 1462 verenigd met Beerta, waarna het beeld van de patroonheilige Lambertus samen met het misboek en het kerkzegel naar Beerta werd overgebracht. De resterende stenen werden in 1504 verdeeld tussen Beerta en Bellingwolde. De pastor van Ulsda noemde zich sindsdien vicaris (onderpastoor) van Beerta. De patroonheilige van de kerk van Beerta was echter Bartholomeus; hij werd omstreeks 1609 om onbekende redenen vervangen door Laurentius, wiens afbeelding werd opgenomen in het kerspelzegel van Beerta en daarna in het gemeentewapen van Beerta.
In de vijftiende eeuw werden ook de kerspelen Wynedaham, Houwingaham en Houwingagast of Houwingahof (bij Nieuw-Beerta) met Beerta verenigd, hoewel ze vanouds onder het bisdom Münster vielen. Wellicht verwijzen de namen van de buurtschap Beertsterhoogen of -hooven en de boerderij Hamster Hoff te Nieuw-Beerta (1665) naar de laatste nederzetting. Volgens een verklaring uit 1567 vielen de Hamsters vroeger onder de kerk van Beerta. Het is niet duidelijk of daarmee de inwoners van Houwingahof of die van Houwingaham worden bedoeld. Den Ham kreeg echter in 1527 een nieuwe kerk, waarna de Westerwoldse Aa als grens ging gelden. Kerk en pastorie van Beerta hadden veel landbezit in Houwingaham.
De aanwassen van Beertster Ham (1696) vormden waarschijnlijk een restant van Wynedaham. Hiertoe behoorde tevens de buurtschap Stocksterhorn. Na de eerste overstromingen werd geleidelijk aan het land weer ingepolderd en droeg het gebied tot in de twintigste eeuw een hoofdzakelijk agrarisch karakter. Nieuw-Beerta scheidde zich in 1665 af.
Bij de gemeentelijke indelingen van het napoleontische Koninkrijk Holland van 31 mei 1808 werden de dorpen Beerta, Nieuw-Beerta en Finsterwolde samengevoegd tot de gemeente Beerta, als uitvloeisel van de eerste Nederlandse Gemeentewet van 1807. Nadat Holland was geannexeerd in 1810, werd Finsterwolde in 1811 een afzonderlijke gemeente. De gehele negentiende eeuw en het grootste deel van de twintigste eeuw is in Beerta de landbouw overheersend geweest.

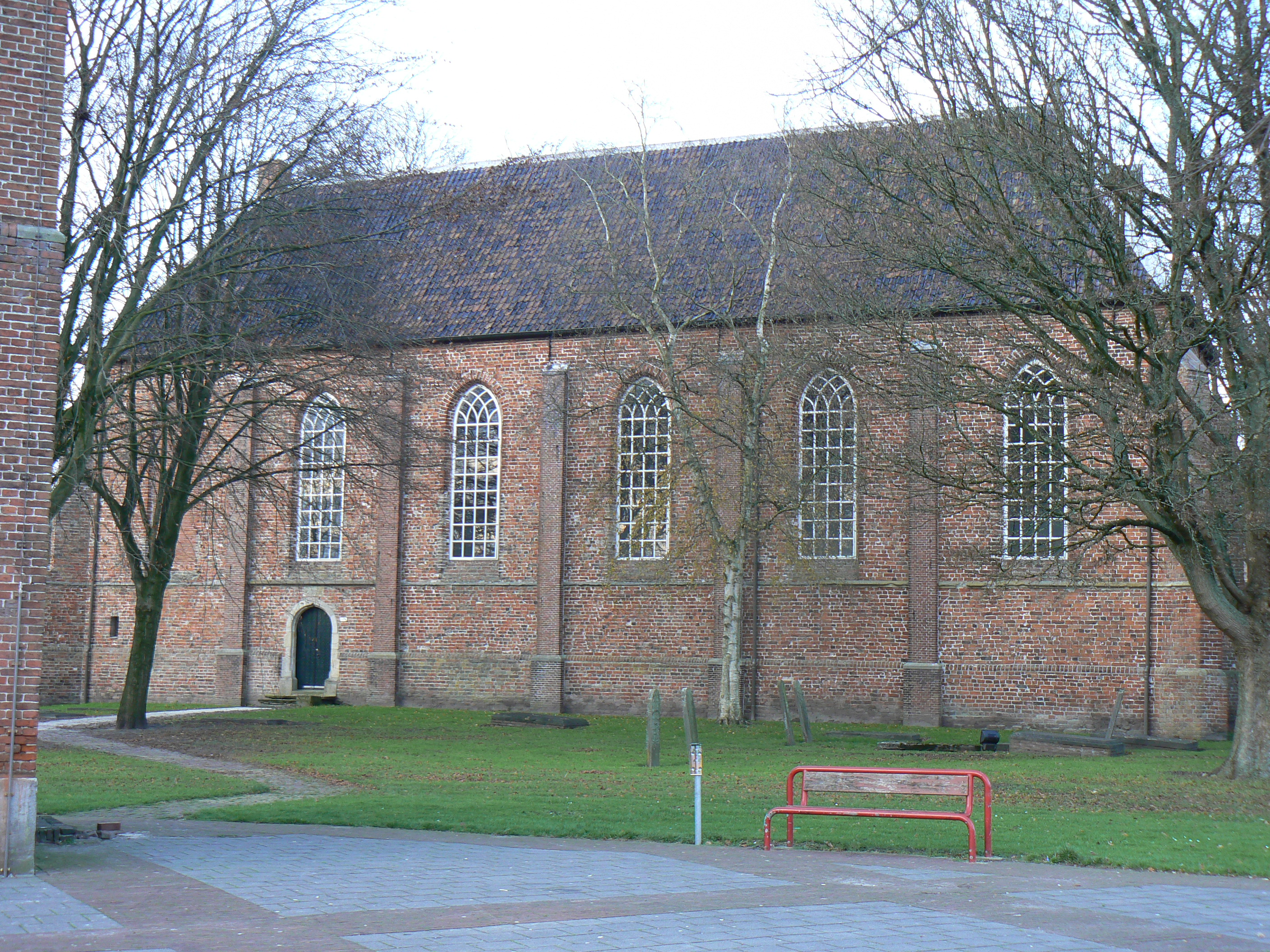
De kerk van Beerta
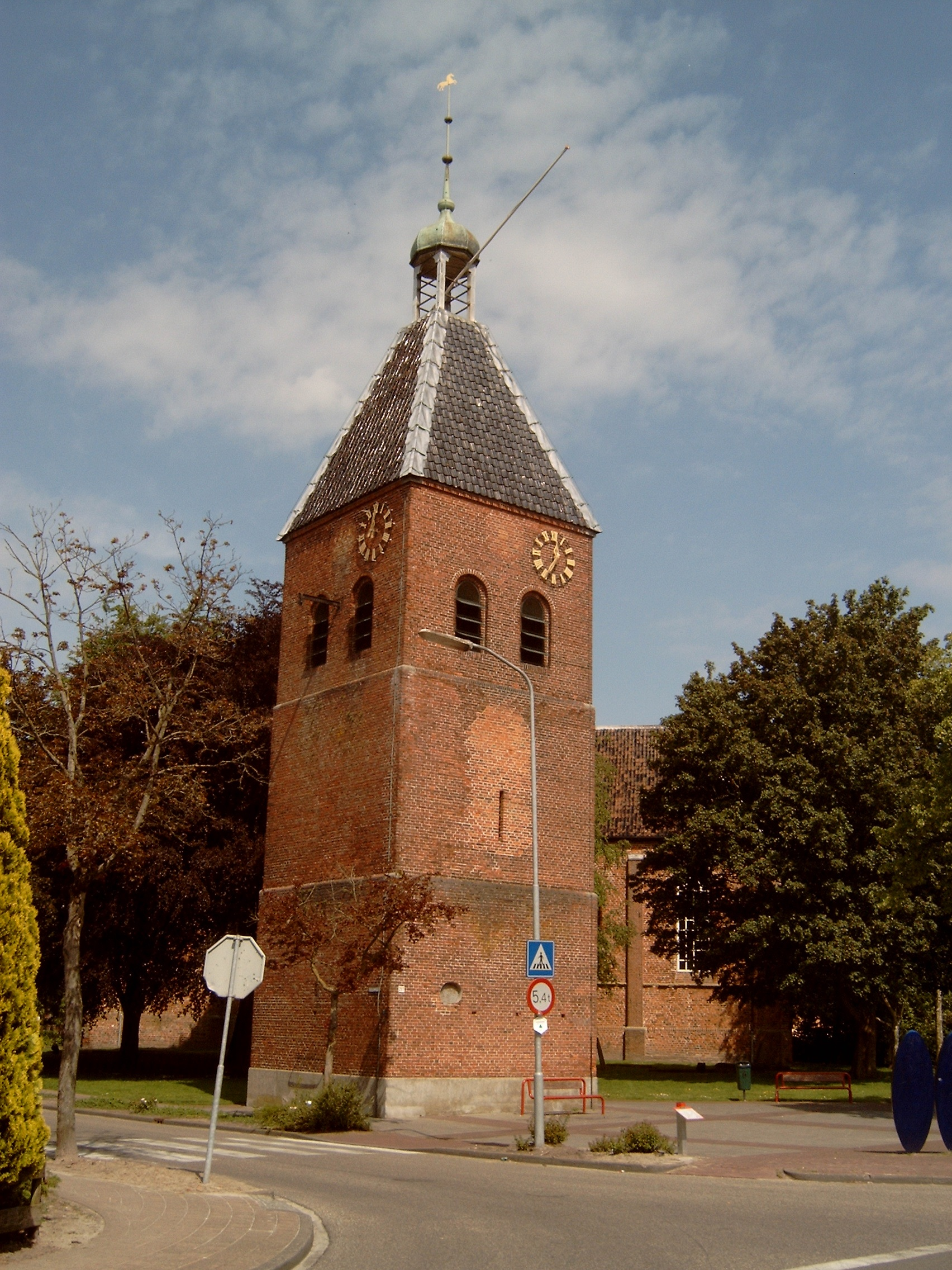
Toren bij de kerk

## Communisme

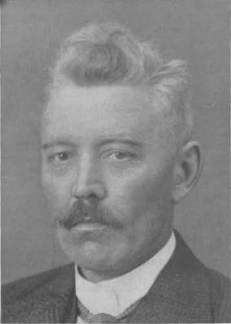
J.H. Nannenga; regeringscommissaris in Beerta (1934-1935)

De opkomst van het communisme in Beerta is te verklaren door de vergrote economische afstand die aan het eind van de negentiende eeuw al was ontstaan tussen landbouwers en boerenarbeiders. Deze afstand leidde uiteindelijk tot verharde tegenstellingen, gevoed door de ideologie van socialisme en anarchisme. In 1918 werden de ontwikkelingen gevolgd van de gebeurtenissen in Duitsland, waar de rode vlaggen al aan de grens waren gehesen. Later was er de oriëntatie op de Sovjet-Unie, die na 1941 aan de kant van Geallieerden was gekomen, maar na 1947 in een ander daglicht kwam te staan. In de jaren vijftig was er een communistische meerderheid in de gemeenteraad, evenals in de gemeente Finsterwolde, maar reeds in de jaren dertig had de Communistische Partij van Nederland in Beerta een sterke positie. Dit was toen voor de regering aanleiding om de gemeenteraad buiten werking te stellen en te vervangen door een "regeringscommissaris", zoals de Grondwet dat mogelijk maakt bij "ernstige verwaarlozing van de autonomie". De aanleiding was dat de gemeenteraad een niet-sluitende begroting had opgesteld en voordelen had toegekend aan werklozen. Burgemeester Nannenga (toen nog een niet-communist) nam de taken van de gemeenteraad en het college van B & W waar. Die situatie bleef anderhalf jaar bestaan (januari 1934-september 1935) en eindigde met de installatie van een nieuw verkozen gemeenteraad. In 1951 kreeg Finsterwolde een regeringscommissaris.
In de jaren tachtig was Beerta de enige gemeente in Nederland met een communistische burgemeester, Hanneke Jagersma.

## Waterstaat
Het kerspel Beerta vormde sinds de 16e eeuw een afzonderlijk dijkrecht. De dijkbrief van de kerspelen Beerta en Finsterwolde dateerde uit 1571. Het kerspel trad in 1636 toe tot het (latere) Vierkarspelenzijlvest en nam tevens deel aan het Tienkarspelenzijlvest. Het dijkrecht van het kerspel Beerta kreeg in 1854 de status van een waterschap en trad in 1864 toe tot het boezemwaterschap Reiderland en vormde daarin het zevende onderdeel. Sinds 2000 behoort het dorpsgebied tot het waterschap Hunze en Aa's.
In tegenstelling tot de rest het zijlvest vormden de molenpolders in Beerta en Nieuw-Beerta afzonderlijke waterschappen, die onder het bestuur van volmachten stonden. Ten westen van het Beertsterdiep ontstonden ontstonden de waterschappen Oostermolenpolder (1799), De Unie (1804), Buitenland (1811), Hereeniging (1811), Eendragt (1835), De Goede Trouw (1854) en Noorder Zandhoogte (1856), die samengingen tot het waterschap Buitenlanden (1899). Ten oosten van het diep ontstonden de waterschappen De Wolf (1827), De IJsbeer (1837) en Bovenlanden (1841), waarvan de eerste twee opgingen in De Tjamme (1899). De polder Beertsterhoogen (1802) vormde samen met Ulsda het  waterschap Herstelling (1827). 
Belangrijkste watergangen zijn Beertsterdiep, Zijlkerdiep, Raaiing, Tjamme en Westerwoldse Aa, vroeger ook Buiskooldiep, Ulsderdiep en Heerensloot. Nieuw aangelegd zijn Oosteinderplas, Reiderhaven, Reiderdiep en Beertsterplas.

## Loop van de bevolking
- 1960 - 3.430 inwoners
- 1973 - 3.201 inwoners
- 1998 - 2.185 inwoners
- 2000 - 2.215 inwoners
- 2005 - 2.290 inwoners
- 2010 - 2.215 inwoners
- 2015 - 2.130 inwoners
- 2020 - 2.085 inwoners
- 2023 - 2.055 inwoners

## Gemeente Beerta (1808-1989)
Van 1808 tot 1 januari 1990 was Beerta een zelfstandige gemeente, waarin naast de hoofdplaats Beerta ook onder andere de dorpen en buurtschappen Drieborg, Nieuw-Beerta, Nieuwe Statenzijl, Oudezijl, Oude Statenzijl, Ulsda en Winschoterzijl lagen. Tot 1811 behoorde hiertoe ook Finsterwolde. De zelfstandige gemeente Beerta bestond uit 8.199 ha en had in 1960 3.430 inwoners, van wie 53% Nederlands-hervormd en 43% zonder kerkelijke gezindte. In 1960 was 36% werkzaam in de landbouw en 35% in de industrie.
In 1990 werden de gemeenten Beerta, Finsterwolde en Nieuweschans samengevoegd tot de nieuwe gemeente Beerta, die op 1 juli 1991 de naam Reiderland kreeg. Per 1 januari 2010 werd Reiderland een onderdeel van de nieuwe gemeente Oldambt.

## Gedichten
De dichter Bert Schierbeek wijdde met name zijn bekroonde bundel Weerwerk uit 1977 aan zijn jeugdjaren in Beerta. Bekend is vooral het gedicht 'De slingertuinen van Beerta'.

## Geboren in Beerta
- Harbert Ido Schönfeld (1861-1937), advocaat en politicus
- Marcus Slingenberg (1881-1941), politicus en minister
- Klaas Smith (1914-1942), landarbeider en verzetsstrijder
- Johannes Voslamber (1916-2007), burgemeester
- Hendrik Aukes (1922-1995), politicus
- Engel Modderman (1951), communistisch politicus en activist
- Jurrie Koolhof (1960-2019), profvoetballer en voetbaltrainer
- Hans Hateboer (1994), voetballer

## Bekende inwoners
- Bert Schierbeek (1918-1996), Nederands dichter